# Кампос, Фелипе
Фелипе Мануэль Кампос Москейра (исп. Felipe Manuel Campos Mosqueira; 8 ноября 1993, Сантьяго) — чилийский футболист, защитник клуба «Атлетико Тукуман». Выступал в молодёжной сборной Чили.

## Биография
Фелипе Кампос начал карьеру в юношеских командах «Палестино», где выиграл чемпионат среди игроков до 19 лет. Дебют Кампоса в чемпионате состоялся 29 января 2012 года в матче против «Универсидад Католика».
В 2016—2021 годах выступал за «Коло-Коло». С 2021 года является игроком аргентинского клуба «Атлетико Тукуман».
В январе 2013 года Кампос был вызван главным тренером сборной Чили Марио Саласом на молодёжный чемпионат Южной Америки.

## Достижения
- Чемпион Чили (2): Ап. 2016, 2017
- Обладатель Суперкубка Чили (2): 2017, 2018